# SBB BDe 4/4 II
Die BDe 4/4II wurden speziell für die SBB-Strecke von Genf bis zur schweiz-französischen Grenze nach La Plaine in Richtung Lyon konstruiert. Dies war nötig, da die Strecke unter dem SNCF-Stromsystem der Strecke Genève–Lyon von 1.500 V Gleichstrom betrieben wurde.
Bei der Ablieferung wurden die Triebwagen als BFe 4/4II mit den Nummern 881–882 bezeichnet. 1961 erfolgte die Umbenennung in BFe 4/4II 1301–1302 und 1963 schliesslich zu BDe 4/4II.
Die Triebwagen fuhren meistens mit Leichtstahlwagen und einem Steuerwagen.
Die Triebwagen waren untermotorisiert und daher fehleranfällig, so mussten sie häufig zurück in die Werkstatt. Um den Fahrplanbetrieb einhalten zu können, mussten diese mangels Alternativen SBB-untypisch durch Diesellokomotiven ersetzt werden. Da das SBB-Netz fast komplett elektrifiziert ist, besitzen die SBB nicht viele Diesellokomotiven, und da die wenigen häufig auch selbst fehleranfällig waren (Am 4/4, ex. Baureihe V 200), musste manchmal auf Vierstrom- (Ee 3/3IV) oder Dieselrangierlokomotiven (Em 3/3) zurückgegriffen werden. Im Sommer war dies kein Problem, doch im Winter machte sich dort die fehlende Zugheizung bemerkbar. Aus diesem Grunde wurde 1977 ein Leichtstahlwagen (B 50 85 29-30 503) mit einem Stromabnehmer und einer Schalteinrichtung für die Zugheizung versehen.
1994 wurden die zwei BDe 4/4II abgelöst durch fünf SBB Bem 550, welche zusätzlich auch mit einem thermischen Hilfsantrieb versehen waren, um die Werkstätten unter Wechselstromfahrleitung erreichen zu können. Die Ausrangierung der BDe 4/4II erfolgte 1995.